# Hasanboy Dusmatov
Hasanboy Dusmatov est un boxeur ouzbek né le 24 juin 1993 à Andijan.

## Carrière
Il remporte la médaille d'or de l'épreuve de boxe dans la catégorie des poids mi-mouches aux Jeux olympiques d'été de 2016 en s'imposant en finale face au colombien Yuberjén Martínez. L'année suivante, il obtient la médaille d'argent aux championnats du monde de Hambourg.

### Carrière professionnelle

#### Début de carrière
Le 16 novembre 2019, Dusmatov a fait ses débuts professionnels contre Jesus Cervantes Villanueva du Mexique. Dusmatov a remporté le combat en mettant Villanueva KO avec un puissant coup de poing gauche au corps lors du deuxième round. Plus d'un an après ses débuts, Dusmatov a fait sa deuxième apparition en tant que professionnel contre Odiljon Sotkinov le 24 décembre 2020. Dusmatov a dominé le combat dès le début et a réussi à faire tomber son adversaire quatre fois, aboutissant à une victoire par KO dès le premier round,.
Le 3 avril 2021, Dusmatov a affronté Muhsin Kizota. Dusmatov a commencé le combat de manière agressive et a fait tomber son adversaire avec un crochet gauche au cours de la première minute du premier round. Kizota a réussi à se relever après la chute, mais Dusmatov a continué à mettre la pression sur son adversaire au deuxième round et a encore frappé avec force, mettant Kizota au tapis pour la deuxième fois. Malgré le fait que Kizota se soit relevé une deuxième fois, Dusmatov a immédiatement porté un autre coup de poing gauche puissant qui a fait tomber son adversaire pour la troisième fois. Cela a conduit l'arbitre, Andriy Baliasov, à mettre fin promptement au combat,. Dusmatov était prévu pour affronter Jose Rivas le 17 décembre 2021. Il a remporté le combat par arrêt de l'arbitre au cinquième round, car Rivas a choisi de se retirer du combat à la fin du round. Dusmatov a fait tomber Rivas avec un direct du droit au quatrième round et a commencé à prendre le dessus à partir de ce moment-là.

## Palmarès

### Jeux olympiques
- Médaille d'or en -49 kg en 2016 à Rio de Janeiro, Brésil ;
- Médaille d'or en -51 kg en 2024 à Paris, France

### Championnats du monde
- Médaille d'argent en -49 kg en 2017 à Hambourg, Allemagne